# Giuseppe Tarlao
Giuseppe Tarlao (Muggia, 26 gennaio 1904 – Viareggio, 11 luglio 1978) è stato un calciatore italiano, di ruolo attaccante.

## Carriera
Disputa il campionato di Prima Divisione 1926-1927 con la Fiumana ed il successivo campionato di Prima Divisione 1927-1928 con il Prato, disputando 16 partite e segnando 6 reti; al termine di quella stagione i toscani vengono ammessi in massima serie.
Nella stagione 1928-1929 milita in Divisione Nazionale con il Bari, disputando 25 partite e segnando una rete. Lasciata la Puglia, disputa una stagione nella Biellese.